# Паоло Негро
Паоло Негро (итал. Paolo Negro; 16. април 1972) је бивши италијански фудбалер и национални репрезентативац.

## Каријера

### Клупска
Негро је започео као јуниор Бреше док је са 18 година прешао у Болоњу у којој је дебитовао 28. октобра 1990. у утакмици Серије А против Ђенове која је завршила без погодака. Током две сезоне у клубу скупио је готово 50 првенствених наступа с тиме да је другу сезону провео у Серији Б.
Након тога Негро се враћа у Брешу за коју је играо једну сезону пре него што је прешао у Лацио који му је обележио играчку каријеру. У клубу је убрзо након доласка постао стандардни одбрамбени играч а у њему је провео 12 година. Током тог периода био је национални првак (2000), освојени су Куп купова и Суперкуп Европе (1999) те неколико националних купова и Суперкупова.
Последње две професионалне сезоне Негро је провео у Сијени док је у сезони 2010/11. играо у нижелигашу Черветерију.

### Репрезентативна
Од 1991. до 1994. Негро је био члан италијанске У21 репрезентације са којом је 1994. освојио европско јуниорско првенство. За сениорски тим је дебитовао 16. новембра 1994. у квалификационој утакмици против Хрватске за ЕУРО 1996. Италија је ту утакмицу играну у Палерму изгубила са 2: 1.
Са Италијом је учествовао на ЕУРУ 2000. где су Азури у драматичном финалу изгубили од Француске.

## Успеси

### Клупски
Лацио
- Серија А: 1999/00.
- Куп Италије: 1997/98, 1999/00, 2003/04.
- Суперкуп Италије:1998, 2000.
- Куп победника купова: 1998/99.
- УЕФА суперкуп: 1999.

### Репрезентативни
Италија
- Европско првенство до 21. године: 1994.
- Европско првенство: 2000